# Alain Léopold
Alain Léopold, né le 8 juin 1939 à Strasbourg et mort le 10 novembre 2013 à Romans-sur-Isère, est un dirigeant français du Racing Club de Strasbourg.
Il est président du RC Strasbourg de mai 1976 à juin 1979. Sous sa présidence le club revient en première division et accroche le titre de champion de France en 1979. Au niveau de l'effectif du club, il s'appuie sur un recrutement régional et sur quelques stars dont Ivica Osim.